# جمعه عجیب (فیلم ۱۹۷۶)
جمعه عجیب (به انگلیسی: Freaky Friday) فیلمی محصول سال ۱۹۷۶ و به کارگردانی گری نلسون است. در این فیلم بازیگرانی همچون جودی فاستر، باربارا هریس، جان آستین، پتسی کلی، دیک وان پاتن، سورل بوک، شارلین تیلتون، کی بالارد، مارک مک‌کلور، روت بوزی، ماری ویندسور، ماروین کاپلان، آل مولینارو، آیریس ادرین، جک شلدون و فریتس فلد ایفای نقش کرده‌اند.